# 公共衛生臨床中心
公共衛生臨床中心（葡萄牙語：Centro Clínico de Saúde Pública）是由原來的傳染病康復中心重建而成，於2015年11月竣工，並於2016年1月27日啟用。該中心樓高八層，佔地3,400平方米，設有60間負壓隔離病房，並使用高效能的過濾、消毒和污水淨化系統，將用作康復和應急設施。中心樓高34.7米，共有8個樓層，病房區共3層，有負壓隔離病房60間，每間病房各有一張病床，病房內設高規格雙重互鎖電動門，獨立更衣室；由外至內的空間持續保持單向壓力差，高位送風低位回風，確保空氣單向流動。
同時，公共衛生臨床中心在2019冠狀病毒病澳門疫情期間收治確診病人，其密切接觸者或者懷疑確診需隔離之個案。

## 歷史
公共衛生臨床中心所在地原為1965年4月14日啟用的白粉村（復原新村），1995年社會工作局曾在此設立女性戒毒中心，2000年代後期拆卸並興建傳染病康復中心，2013年再改建為公共衛生臨床中心。
2003年SARS流行期間，為取代擬為隔離病區的氹仔精神病院，衛生局現正規劃於路環島近高頂馬路興建一座臨時隔離病區，面積約為2782平方米，專為康復病人而設。新的隔離病區分別為一座服務支援中心，五座病層及一座供病人使用之室内活動室，以有上蓋走廊相互連接。服務支援中心兩設有行政辦公室、員工休息室、員工更衣室、診症室、治療至、護士室、醫療藥品儲存室、物品儲存室及X光室。病房區內設有病房、護士站及物品儲存室。五座病房共提供31個隔離病房，合共62張病床，病房內設置獨立衛生間、電視、電話及互聯網設備。另設立一座供病人使用之室內活動室。前社會文化司司長崔世安表示，本澳用於對抗非典型肺炎各項開支至今約六千萬元，包括改建山頂醫院五樓傳染病區，以及路環高頂馬路白粉村興建的平房式康復隔離病區。當局並計劃在山頂醫院附近興建一棟傳染病大樓，完善本澳的防治工作。
2011年政府公布《完善醫療系統建設方案》，當局初步預計在未來10年投入約100億元，分階段逐步完善全澳醫療系統建設。擴建後的新山頂醫院急診大樓將於2013年上半年落成啟用、九澳康復醫院預計於2015年上半年落成、具傳染病隔離功能的山頂醫院專科大樓及路環高頂傳染病康復中心則預計分别在2016年下半年及2014年下半年落成啟用，一系列醫院設施落成啟用，加上當局將在多個大型公屋項目設立衛生中心，未來為本澳醫護人力資源是否足夠惹關注。由於現有的路環傳染病康復中心已不足以應付傳染病的收治；且目前仁伯爵綜合醫院(山頂醫院)受條件所限，未能滿足傳染病隔離的安全標準；在本澳没有足夠的高度傳染病隔離病床的情況下，因此，衛生局計劃對現有的路環傳染病康復中心進行改建及擴建工程，以作為臨時傳染病防治中心；待日後將位於仁伯爵綜台醫院的專科大樓建造及落成後，路環崗頂傳染病康復中心長遠將作為康復中心用途及後備傳染病隔離用途。
隨著近年全球性傳染病疫情的發生和不斷發種，衛生局正強化一系列傳染病診治及隔離設施，包括將原設在路環高頂的傳染病康復中心重建為公共衛生臨床中心，料在2015年底前可供使用。前社會文化司司長譚俊榮表示，衛生局一直持續因應各類疫情發展調整防控策略和強化本澳醫療系統的應對能力。公共衛生臨床中心由路環高頂的傳染病康復中心重建而成，設60張病床，用作傳染病隔離和康復設施。公共衛生應急人員宿舍，用作應對例如傳染病突發性事件時，應急的人員值班暫時居佳，可供100人使用。
位於路環高頂馬路的公共衛生臨床中心揭幕儀式於2016年1月27日上午十時半舉行，時任澳門行政長官崔世安為中心揭幕。中心由原來的傳染病康復中心重建，造價三億四干萬元，有符合世衛標準的高規格隔離設備。造價三億四干萬元的公共衛生臨床中心於2013年3月動工，2015年11月完工，興建目的為保障公共衛生，保障公眾健康和生命，用於治已度過急性傳染期的傳染病個案，個案已經沒有傳染性，處於恢復階段，進行重返社區前的臨床觀察。

## 設施
據衛生局介紹，該中心用於收治已度過急性傳染期的傳染病個案，該等個案處在恢復階段、無傳染性，但仍需經過一段時間臨床觀察，才能重返社區。
公共衛生臨床中心在以往疊石塘山「白粉村」位置，以預防傳染病標準規格作為隔離病房設計基準，建造可設置60張病床的傳染病隔離區，以備不時之需。宿舍則是供應急人員值班使用，方便集中工作和隨時應變，宿舍樓高十層。內設羽毛球場、綜合活動室，共有104個房間。